# Serpico
Serpico (bra/prt: Serpico) é um filme estadunidense de 1973 do gênero drama biográfico-policial, dirigido por Sidney Lumet, com roteiro de Waldo Salt e Norman Wexler baseado no livro homônimo de Peter Maas.
Estrelado por Al Pacino, Serpico conta a história verídica de um policial de Nova Iorque, Frank Serpico, que luta contra a corrupção policial e acaba traído por seus colegas.

## Sinopse
NYPD O policial Frank Serpico é levado às pressas para o hospital, tendo sido baleado no rosto. O chefe Sidney Green teme que Serpico tenha sido baleado por outro policial. O resto do filme é mostrado como um longo flashback.
Serpico se formou na academia de polícia com grandes ideias para melhorar as relações com a comunidade da força policial. Ele se veste como um civil de verdade em vez de usar o vestido padrão à paisana do departamento, que é facilmente reconhecível. Enquanto ele está perseguindo um ladrão, outros policiais não conseguem reconhecê-lo como um dos seus e atiram nele. Ele percebe que desviar-se dos protocolos pode ser perigoso.
Serpico relata uma tentativa de suborno a um investigador de alto escalão, que ri e o aconselha a ficar com o dinheiro. Serpico logo descobre que a corrupção é desenfreada no departamento de polícia. Forçado a acompanhar os policiais enquanto eles coletam pagamentos de criminosos e pequenas empresas, Serpico se recusa a aceitar sua parte do dinheiro. Ele faz várias tentativas de alertar os superiores sobre a corrupção, mas é rejeitado todas as vezes. Outros policiais descobrem que ele os está denunciando e ele começa a temer por sua vida.
Serpico e seu amigo bem relacionado Blair vão ao assistente do prefeito, que promete uma investigação real e apoio, mas é impedido pela pressão política. Condenado ao ostracismo, frustrado e com medo, Serpico afunda em depressão, o que arruína seu relacionamento com a namorada. Ele começa a brutalizar suspeitos bem relacionados que estavam subornando outros policiais e se consideravam protegidos. Finalmente, Serpico informa ao capitão McClain que ele relatou suas experiências a agências de supervisão fora da força policial. Furioso, McClain diz aos outros policiais.
Blair usa suas conexões para marcar uma entrevista pessoal com o promotor distrital, que diz a Serpico que, se ele testemunhar a um grande júri, uma grande investigação se seguirá. O promotor limita suas perguntas e impede que Serpico revele a onipresença da corrupção na força policial. Serpico e Blair levam sua história para o The New York Times. Depois que suas alegações são impressas, seus superiores retaliam designando-o para um perigoso esquadrão de narcóticos no Brooklyn.
Durante uma batida no apartamento de um traficante de drogas, os parceiros de Serpico se seguram em um momento crítico e Serpico leva um tiro no rosto. Depois de uma longa e dolorosa recuperação, ele testemunha perante a Comissão Knapp, um inquérito do governo sobre a corrupção do NYPD. Um epílogo afirma que Frank Serpico renunciou ao NYPD em 15 de junho de 1972, foi premiado com a Medalha de Honra do NYPD por "bravura conspícua em ação" e mudou-se para a Suíça.

## Elenco
- Al Pacino (Frank Serpico)
- John Randolph (Sidney Green)
- Jack Kehon (Tom Keough)
- Biff McGuire (Inspetor McClain)
- Cornelia Sharpe (Leslie Lane)
- Barbara Eda-Young (Laurie)
- F. Murray Abraham (parceiro de Serpico) - sem créditos

## Prêmios e indicações
| Premiação          | Categoria               | Recipiente                | Resultado                   |
| ------------------ | ----------------------- | ------------------------- | --------------------------- |
| Oscar 1974         | Melhor ator             | Al Pacino                 | Indicado                    |
| Oscar 1974         | Melhor roteiro adaptado | Waldo Salt, Norman Wexler | Indicado                    |
| BAFTA 1975         | Melhor ator             | Al Pacino                 | Indicado[carece de fontes?] |
| BAFTA 1975         | Melhor direção          | Sidney Lumet              | Indicado[carece de fontes?] |
| BAFTA 1975         | Melhor trilha sonora    | Mikis Theodorakis         | Indicado[carece de fontes?] |
| Globo de Ouro 1974 | Melhor ator - drama     | Al Pacino                 | Venceu                      |
| Globo de Ouro 1974 | Melhor filme - drama    | Melhor filme - drama      | Indicado                    |